# Affluenza
Affluenza — термін, яким описують «епідемію» споживання, «хворобу», яка нібито загрожує світу. Термін складений зі слів affluence — «достаток» і influenza — «грип» і придуманий у праці колективу авторів (Джон де Грааф, Девід Вонн, Томас Г. Нейлор) «Affluenza. The all-consuming epidemic».

## Історія створення
У 1996 на одному з американських каналів з'явилася цікава телепередача під назвою «Синдром достатку». Як зізнаються її автори, аналогія із синдромом виникла випадково, коли велику кількість заздалегідь відзнятого матеріалу вже монтували під формат телешоу, яке ще не мало назви. Словосполучення «синдром достатку» один із авторів вичитав у газетній статті, і це була знахідка — так, саме синдром. Ведучі інколи перевдягалися в лікарів у халатах та зі стетоскопами і, відрекомендувавшись «епідеміологами синдрому достатку», пропонували ліки у вигляді цукерок (щось на кшталт відомих нам із анекдоту про «пігулки від жадібності»). Згодилося й те, що в англійській мові можна було обігравати слово «affluenza» (достаток), роблячи паралель із «інфлюенцою» (грипом).
Через кілька років після виходу телепередачі сталася унікальна річ — за мотивами шоу було написано книжку. Публіциста Джона де Граафа з Сієтла вмовили попрацювати економіст Томас Нейлор та вчений-еколог Девід Вонн, а нью-йоркський книжковий агент Тоді Кейтлі запевнив, що виданню буде гарантовано читацький успіх. 2000 року англомовний світ побачив кількасотсторінкову працю «Affluenza. The all-consuming epidemic».